# Aleksandra Eichenwald
Aleksandra «Saixa» Iúrievna Eichenwald (Moscou, 1 de setembre de 1957) és una lingüista russa australiana especialitzada en tipologia lingüística i la família de llengües arawak (incloent tariana) de la conca de l'Amazones brasilera. És professora a la Universitat James Cook.

## Biografia
Aleksandra Eichenwald era neta de Iuli Eichenwald; Natalia Shvedova era la seva tia paterna. Va quedar fascinada per les llengües des de la primera infància, aprenent una mica de castellà del company de pis espanyol dels seus pares i somiant amb especialitzar-se en llatí i estudis clàssics a la universitat. Una amiga li va ensenyar alemany durant els anys d'institut i també va dominar el francès.
Eichenwald va obtenir la seva llicenciatura a la Universitat Estatal de Moscou, amb una tesi sobre llengües anatòliques (hitita). També va estudiar sànscrit, accadi, lituà, finès, hongarès, àrab, italià i grec antic. Fora de les classes, va aprendre estonià i hebreu. Després de graduar-se, es va incorporar al personal investigador de l'Institut d'Estudis Orientals de l'Acadèmia de Ciències de la URSS, on es va doctorar el 1984 amb una tesi sobre la Classificació estructural i tipològica de les llengües amazic (1984). Va publicar la primera gramàtica russa de l'hebreu modern el 1985. També dominava l'ídix, la llengua dels seus avis, que no es parlava mai a casa.
El 1989-1992, Eichenwald va realitzar treballs de recerca al Brasil, on va aprendre portuguès i cinc idiomes indígenes brasilers i va escriure una gramàtica del tariana. El 1993 va començar el seu treball a Austràlia, primer a Australian National University, més tard a La Trobe University.
El 1996, l'expert en llengües aborígens australianes R. M. W. Dixon i Eichenwald van establir el Research Centre for Linguistic Typology a l'Australian National University a Canberra. L'1 de gener de 2000, el centre es va traslladar a La Trobe University a Melbourne. Dixon i Eichenwald dimitiren el maig de 2008. El gener de 2009 esdevingué professora a la James Cook University, on ella i R. M. W. Dixon fundaren elThe Language and Culture Research Group.
Ella parla Tok pisin, i ha escrut una gramàtica del manambu, una de les llengües sepik, una llengua amb la qual autoprofessament somia ocasionalment.

## Treball de recerca
Eichenwald ha publicat treballs sobre el berber, hebreu modern i clàssic, llengües ndu (específicament manambu de la província d'East Sepik de Papua Nova Guinea), juntament amb diversos articles i monografies sobre diversos aspectes de la tipologia lingüística.
Ha treballat en el contacte lingüístic, en referència a l'àrea multilingüe de la conca del riu Vaupés. She has established a typology of classifiersi va elaborar paràmetres per a la tipologia d'evidències com a marcadors gramaticals de fonts d'informació. A més, va escriure una gramàtica completa del warekena i del tariana, ambdues llengües arawak, a més a un diccionari tariana-portuguès (disponible en línia).

## Premis i distincions
Eichenwald va ser elegida membre de l'Australian Academy of Humanities el 1999. El 2012 fou guardonada amb l'Australian Laureate Fellowship.

## Publicacions

### Monografies
- Современный иврит [Modernes Hebräisch, russisch]. Nauka, Moskva 1990.
- Bare. LINCOM Europa München, 1995, ISBN 3-89586-050-6.
- Tariana texts and cultural context. LINCOM Europa, München 1999, ISBN 3-89586-078-6.
- Manual da língua tariana. Dazu: Histórias tariana. 2000.
- Classifiers: A typology of noun categorization devices. Oxford University Press, Oxford 2000: 2003, ISBN 0-19-926466-X.
- Dicionário Tariana-Português e Português-Tariana. (= Boletim do Museu Goeldi. 17). Museu Goeldi, Belém 2002.
- Language contact in Amazonia. Oxford University Press, Oxford 2002, ISBN 0-19-925785-X.
- A grammar of Tariana, from northwest Amazonia. Cambridge University Press, Cambridge 2003, ISBN 978-0-521-02886-8.
- Evidentiality. Oxford University Press, Oxford, 2004, ISBN 978-0-19-920433-5.
- The Manambu language, from East Sepik, Papua New Guinea. Oxford University Press, Oxford 2008, ISBN 978-0-19-953981-9.
- Imperatives and commands. Oxford University Press, Oxford 2010, ISBN 978-0-19-920790-9.
- The languages of the Amazon. Oxford University Press, Oxford 2012, ISBN 978-0-19-959356-9 (Plantilla:Google Book).

### Llibres editats
- Dixon, R.M.W. i Aleksandra I. Eichenwald (eds.) 1999 The Amazonian languages. Cambridge University Press, Cambridge, ISBN 0-521-57021-2.[14]
- Dixon, R.M.W. i Aleksandra I. Eichenwald (eds.) Changing valency: case studies in transitivity.
- Dixon, R.M.W. i Aleksandra I. Eichenwald (eds.) Areal diffusion and genetic inheritance: problems in comparative linguistics Word, a cross-linguistic typology.
- Dixon, R.M.W. i Aleksandra I. Eichenwald (eds.) Studies in evidentiality.
- Dixon, R.M.W. i Aleksandra I. Eichenwald (eds.) Adjective classes: a cross-linguistic typology.
- Dixon, R.M.W. i Aleksandra I. Eichenwald (eds.) Serial verb constructions: a cross-linguistic typology Complementation: a cross-linguistic typology.
- Aleksandra I. Eichenwald i Dixon, R.M.W. (eds) 2007 Grammars in contact: a cross-linguistic typology. Oxford: Oxford University Press.
- Dixon, R.M.W. i Aleksandra I. Eichenwald (eds.) The semantics of clause linking: a cross-linguistic typology.
- Aleksandra I. Eichenwald, Dixon, R.M.W. i Masayuki Onishi (eds.) Non-canonical marking of subjects and objects. Amsterdam: John Benjamins
- Aleksandra I. Eichenwald i Dixon, R.M.W. (eds) 2011 Language at large: Essays on syntax and semantics. Leiden: Brill (Empirical approaches to linguistic theory, v. 2)
- Aleksandra I. Eichenwald i Dixon, R.M.W. (eds) 2013 Possession and Ownership. (Explorations in Linguistic Typology) Oxford: Oxford University Press.
- Aleksandra I. Eichenwald i Dixon, R.M.W. (eds) 2014 The Grammar of Knowledge. A Cross-Linguistic Typology (Explorations in Linguistic Typology) Oxford: Oxford University Press.

### Artículos
- Language contact along the Sepik River, Papua New Guinea. en: Anthropological Linguistics. Vol. 50, 2008, Nr. 1, ISSN 0003-5483, S. 1–66.